# 魔蠍大帝4：王權爭霸
《魔蠍大帝4：王權爭霸》（英語：The Scorpion King 4: Quest for Power，前稱作），是一部2015年錄影帶首映形式推出的劍與魔法電影。由Netflix公司於2015年1月6日發行，為魔蠍大帝系列的第四部，繼續由維克多·韋伯斯特飾演魔蠍大帝馬薩尤斯，這部電影延續了馬薩尤斯的傳奇故事，為《蝎子王3：救赎之战》的續集。
本片發行後口碑普遍欠佳，續集《魔蠍大帝5：靈魂之書》於2018年推出。

## 劇情
劇情延伸《蝎子王3：救赎之战》之後，諾瓦尼亞國王遭到暗殺，傳奇的魔蠍大帝馬薩尤斯被誣陷成為兇手，因而必須與全王國的士兵進行戰鬥。如今馬薩尤斯僅存的盟友只有一名神秘女子和她不墨守成規的父親，他們是阻止邪惡的王位繼承人找到古老的神秘全能力量的唯一希望。

## 演員
- 維克多·韋伯斯特 飾 魔蠍大帝（Scorpion King）馬薩尤斯。為倖存的最後一名阿卡德人。
- 艾倫·霍爾曼 飾 瓦麗娜（Valina）
- 盧·弗里基諾 飾 斯凱茲瓦（Skizurra）
- 魯格·豪爾 飾 札克王（King Zakkour）
- 羅伊斯·格雷西 飾 泉卡菈（Chancara）
- 伊恩·懷特 飾 杜安王子（Prince Duan）
- 威爾·肯普 飾 德瑞贊（Drazen）
- 麥可·賓恩 飾 亞尼克國王（King Yannick）
- 布蘭登·哈代斯蒂 飾 伯里斯（Boris）
- 利·吉爾 飾 酋長（Chief Onus）
- 羅傑·哈爾斯頓 飾 羅蘭（Roland）
- 科爾尼路·烏魯契 飾 拉杜（Radu）
- 埃斯梅·彼安科 飾 費米妮娜（Feminina）

## 外部連結
- 互联网电影数据库（IMDb）上《魔蠍大帝4：王權爭霸》的资料（英文）
- AllMovie上《魔蠍大帝4：王權爭霸》的资料（英文）
- 爛番茄上《魔蠍大帝4：王權爭霸》的資料（英文）